# 罗阿坦岛
罗阿坦岛（英語：Roatán）为洪都拉斯北部海湾群岛中的一座岛屿，为海湾群岛中最大的岛屿。岛形成长条形，东西长约60公里，南北最宽处不足8公里。旧时曾为加勒比海地区海盗的活动基地，现为著名的潜水胜地。建有罗阿坦岛海洋公园。

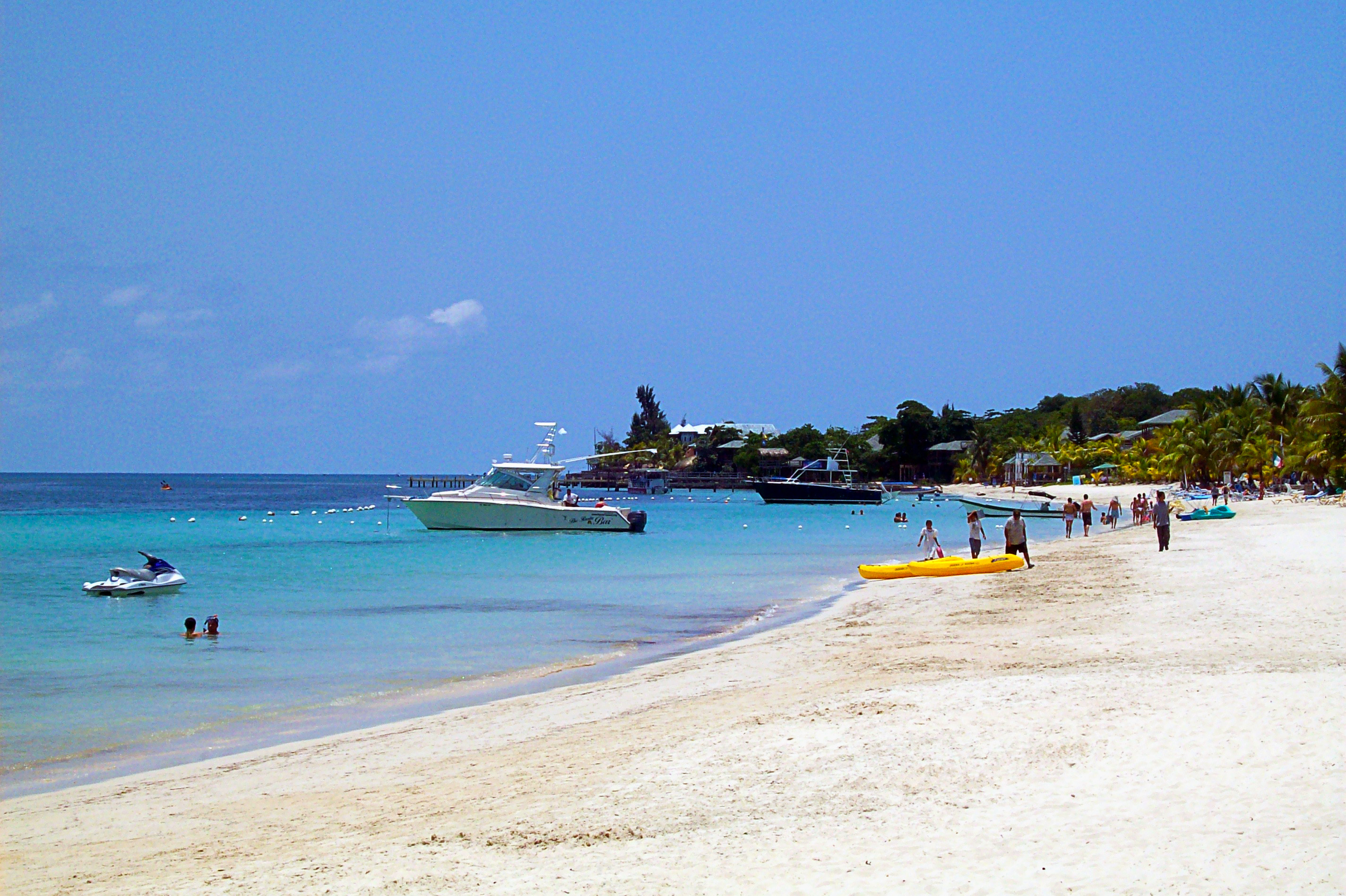
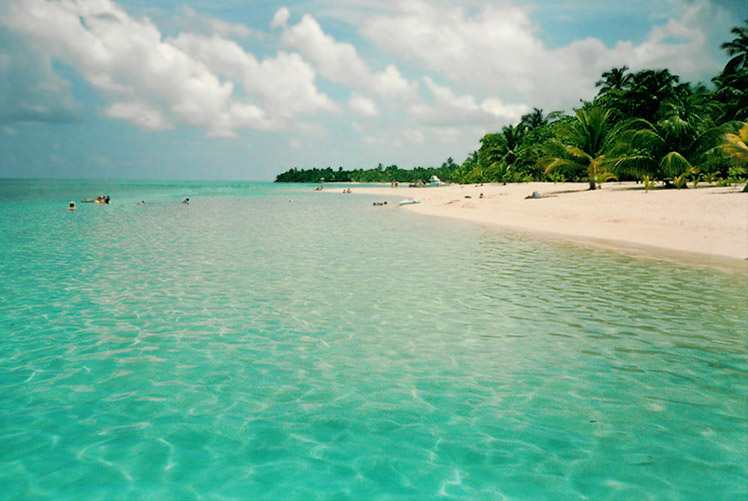